# Rassundari Devi
Rassundari Devi (রাসসুন্দরদেবী দেবী ; née en 1810 et morte à une date inconnue, probablement avant la fin du XIXe siècle) est une écrivaine bengali identifiée comme l’une des toutes premières auteures d’une autobiographie en langue bengali. Cette autobiographie est un témoignage unique  sur la condition des femmes dans les familles les plus modestes, au Bengale, au XIXe siècle.

## Biographie
Rashsundari est née en 1810 dans le village de Potajia (maintenant situé au Bangladesh, à l’époque au Bengale), à proximité de Pabna. Son père, Padmalochan Roy, meurt très tôt. Elle est élevée par sa mère et sa famille. Elle fréquente très brièvement une école dirigée par une missionnaire. À 12 ans, elle épouse Sitanath Ray, issu d’un autre village, Ramdia. Avec une éducation formelle limitée, elle décide d’apprendre à lire et écrire par elle-même, sans en parler à son entourage, puis de prendre note de ses réflexions intimes. Elle donne ainsi naissance à l’une des toutes premières autobiographies de la littérature bengali, Âmâr Jîban, ce qui signifie Ma Vie. Elle y évoque effectivement sa vie quotidienne, consacrée à sa famille, à ses enfants et aux travaux ménagers, ainsi que ses stratagèmes pour apprendre à lire et écrire, avec obstination. Finalement, ayant réussi à acquérir une maîtrise de l’écriture, elle décide de lemontrer en réunissant d’autres femmes de son entourage et en leur faisant la lecture d’ouvrages religieux (elle est de religion  Vishnouïste.
Elle a 12 enfants, dont 7 sont meurent prématurément. Ses enfants survivants sont Bepin Behari Sarkar, Dwarka Nath Sarkar, Kishori Lal Sarkar, Pratap Chandra Sarkar et Shyamasundary. Son mari meurt en 1868.
Son fils Kishori Lal Sarkar deviendra avocat à la Haute Cour de Calcutta, et sera l'auteur de plusieurs ouvrages.
La date de la mort de Rassundari Devi n’est pas connue avec certitude.

## Son autobiographie
L'autobiographie de Rassundari Devi, Âmâr Jîban, est publiée, en partie, en 1875/1876, de son vivant (mais après la mort de son époux),. Une seconde et dernière partie est publiée quelques années plus tard,.
L’intérêt de cette autobiographie n’a pas échappé aux contemporains. Le dramaturge et éditeur bengali Jyotirindranath Tagore s’est intéressé à cet ouvrage qu’il a trouvé bien écrit et pertinent. Il remarque dans l’avant-propos de la seconde édition : « "J'ai commencé à lire Âmâr Jîban avec excitation. J'avais décidé de marquer au crayon les phrases importantes et intéressantes. En lisant, je me suis rendu compte que tout le livre avait été marqué au crayon. L'histoire de sa vie nous surprend. Ses écrits sont si simples, honnêtes et puissants qu'il est impossible de lâcher l’ouvrage avant de le terminer ». L’auteure y décrit avec une certaine douceur, mais de façon concrète,  l’injustice des conditions de vie faites aux femmes. L’ouvrage est également cité dans une sélection de littérature bengali du début du XXe siècle, dressée par Dinesh Chandra Sen (en).